# 帕圖盧爾
帕圖盧爾是危地馬拉的城鎮，由蘇奇特佩克斯省負責管轄，位於該國南部，距離首府馬薩特南戈54公里，始建於1836年，面積3322平方公里，海拔高度336米，2010年人口39,307。
14°25′N 91°10′W / 14.417°N 91.167°W